# Манарајске планине
У измишљеном универзуму Звезданих ратова Манарајске планине су представљале парк на планети Корусант који је садржао једину изложену површину земље на тој иначе потпуно индустријализованој планети. Поларне ледене капе које не досежу до тла и вештачка језерâ и морâ саграђена преко урбаних слојева се понекад погрешно сматрају за праву површину планете, премда су Манараји заправо једино место где је природни терен видљив на читавој планети. Неколико планинских врхова се пробило кроз огромне урбанизоване нивое и створило мали планински ланац на коме се истичу два врхунца. Пре небројених миленијумâ, како се Корусант све више и више урбанизовао, становници су коначно схватили да једину површину земље која је била ненасељена и без зграда чине Манарајске планине, а чак је и добар део тог ланца био заузет. Стога је мали део планинског простора издвојен као природни резерват (чувајући тако једину преосталу природу на Корусанту). Саме планине су чувено обележје и њихов обилазак је популарна атракција за туристе, премда је прави одлазак на планине строго забрањен ради њиховог очувања. Прилаз стално чува Корусантска стража и пази да нико не покуша да украде тло или камење са чувених планина.
Надомак Манарајских планина је Манарај, најпознатији и најексклузивнији ресторан на целом Корусанту. Манарај лежи на врху високог торња у парку „Споменик“ и осмишљен је тако да пружи запањујући поглед на градске призоре Корусанта као и на саме планине. Огромни прозори и куполе омогућавају панорамски поглед, док најбољи кувари у галаксији спремају најизврснију храну (уз претходно обавештење може се спремити скоро сваки оброк у галаксији). Поред погледа и квалитета, безбедност је такође на првом месту, те се пре позивања у Манарај врше детаљне провере свих посетилаца, а нарочито запослених. Током владавине Галактичке Империје идентитети власника Манараја су чувани у тајности, али су колале гласине да се међу њима налазе извесни господар клана Хатова, неколико Мофова а засигурно принц Шизор.